# Obscenity Trial
Obscenity Trial est un groupe allemand de synthpop, originaire de Bergheim, actif entre 1993 et 2009.

## Histoire

### Fondation et débuts
Le père fondateur Oliver Wand, qui vivait encore dans la Ruhr à l'époque, a découvert son amour pour le chant alors qu'il était encore à l'école. En avril 1993, il forme avec deux amis le groupe Obscenity Trial, ce qui signifie « tentative indécente ». Après les premières répétitions et l'écriture de leurs premières chansons, les premiers concerts suivent à l'automne 1993. Un premier jalon de l'histoire du groupe est la première représentation à guichets fermés dans la Biskuithalle près de Bonn en octobre 1994 devant 2 000 spectateurs. En raison de son succès, l'événement est répété en mars 1995. À cette date, le groupe avait également terminé sa première bande démo.
En novembre 1995, le trio derrière le sigle O.T. a la chance de se produire avec The Fair Sex au X-Floor, à Münster. Comme précédemment à Bonn, Obscenity Trial enthousiasme le public, si bien qu'en avril 1996, ils doivent à nouveau se produire au X-Floor - cette fois en première partie de Suicide Commando et avec le CD Intoxication qu'ils avaient produit eux-mêmes. Entre novembre 1995 et avril 1996, d'autres concerts ont lieu à Zöblitz avec Tyske Ludder et à nouveau à la Biskuithalle de Bonn avec Die Maschine. En 1998, Obscenity Trial se sépare en raison de développements personnels et professionnels.

### Pause et retour
Oliver Wand, qui vit en Rhénanie, décide ensuite de suivre des études de chant privées auprès du chanteur d'opéra diplômé Anno Lauten à Cologne et se produit jusqu'en 2005 sur les petites et grandes scènes d'Allemagne avec différents projets et programmes. Il participe en solo à différents groupes de gala ainsi qu'à des productions changeantes de concerts et de musique.
Dès la fin de l'année 2004, Oliver décide de se consacrer à nouveau à la musique électronique malgré son succès privé et il redonne vie à Obscenity Trial. En été 2005, Torben Schmidt (Infacted Recordings) entend pour la première fois une version brute d'une des nouvelles chansons (Silence) et s'intéresse à Obscenity Trial. En automne 2005, Oliver décide de faire produire l'album par Olaf Wollschläger, qui s'est notamment fait connaître pour son travail en tant que producteur de groupes comme Melotron, In Strict Confidence, Seabound et Vorsprung durch Technik. Le résultat de cette collaboration avec Olaf Wollschläger est disponible sur l'album Here and Now chez Infacted Recordings/Soulfood, qui sort le 18 août 2006.

### Derniers albums et séparation
En août 2006, Mark Feuerstake, qui reçoit plusieurs disques d'or et de platine pour ses productions, réalise le clip vidéo du titre Here and Now sous la forme d'un road movie dans le Midwest américain. Parallèlement, la chaîne de télévision ProSieben commence à présenter la chanson à l'antenne et sur le site web de la chaîne, et organise également un jeu-concours en rapport avec la campagne. En outre, la chanson figure déjà sur le CD/DVD du magazine de jeux informatiques Game Star avant même sa sortie. En novembre 2006, Obscenity Trial est récompensé à Duisbourg par le Deutscher Rock Pop Preis dans la catégorie « meilleur album pop ». D'autres nominations suivent pour cet album à succès, comme le classement dans le top 10 des charts annuels de depechemode.de ou encore la contribution à la série de samplers Advanced Electronics.
En 2007, Obscenity Trial publie l'EP Daydream EP, qui atteint plusieurs rotations radio et TV et est présenté par pro7.de, Myspace, Yahoo! Music et Napster. Le Daydream EP contient entre autres la ballade pop Book of Love, écrite par Dirk Riegner (entre autres producteur de Peter Heppner, Xandria et remixeur pour Guano Apes, HIM, Oomph!  et bien d'autres). Un an plus tard seulement, le nouvel album studio That Night est publié sur le label Major Records (entre autres X-Perience, IAMX). Celui-ci est également publié pour la première fois au Japon, en Suède et en Espagne. En automne 2008, Obscenity Trial effectue sa première tournée américaine, qui les mène dans 20 villes en six semaines.
En 2009, Obscenity Trial produit ses nouveaux singles Über's Wasser Gehen et Glück Auf avec le chanteur de Söhne Mannheims Tino Oac, qui ont été écrits par Robin Grubert (auteur-compositeur entre autres pour Martin Kesici, Sasha, Christina Stürmer). En octobre 2009, le nouvel album studio Soulstrip sort sur le propre label Remote Music/Sony Music,,. Le groupe ne donne plus signe d'activité depuis, et un message d'adieu est marqué sur son site web officiel.

## Discographie

### Albums studio
- 1996 : Intoxication (démo-CD)
- 2006 : Here And Now (Infacted Recordings/Soulfood)
- 2006 : O Little Town of Bethlehem
- 2008 : That Night (Major Records/Alive)
- 2009 : Soulstrip

### EP
- 2007 : Daydream (sur Infacted Recordings/Soulfood)
- 2009 : Über's Wasser Gehen (Sony Music)
- 2009 : Glück Auf (Sony Music)